# Elis Wahlund
Elis Wahlund, född 1802, död 1866, var en svensk borgmästare och riksdagsman.
Wahlund var åren 1836–1866 borgmästare i Kristinehamns stad och han företrädde sin makas brorson, Carl Nordenfelt. Han representerade också Kristinehamn vid flera riksdagar. 
Wahlund var gift med Augusta Nordenfelt, dotter till Johan Niklas Nordenfelt.